# Flemming Hansen
 Der er flere personer med dette navn, se Flemming Hansen (flertydig).
Flemming Hansen (født 9. august 1939, død 30. april 2021) var en dansk politiker, som repræsenterede Det Konservative Folkeparti. Han sad i Folketinget i perioden 1984-2007 og var trafikminister i 2001-2005 og transport- og energiminister i 2005-2007.

## Politisk karriere
Flemming Hansen var folketingsmedlem, valgt for Vejle Amtskreds fra 10. januar 1984 til 13. november 2007. Han havde flere ordførerposter for sit parti i 1980'erne og 1990'erne, specielt på erhvervspolitiske områder, og han var formand for Folketingets valutaudvalg 1988-1994 samt for skatte- og afgiftsudvalget 1994-1998.
I 2001 blev han udnævnt til trafikminister i regeringen Anders Fogh Rasmussen I, fra 2002 også minister for nordiske anliggender, og i Fogh Rasmussens anden statsministerperiode var Hansen transport- og energiminister, inden han i 2007 blev afløst af Jakob Axel Nielsen.
Blandt hans mest markante aftryk i dansk politik var forhandlingerne på den danske regerings vegne med Tyskland om Femern Bælt-forbindelsen, som endte med en aftale med tyskerne i 2007. Han modtog en del kritik for aftalen i Danmark, fordi den indebar, at Danmark måtte tage den økonomiske risiko for projektet.
Blandt de andre emner, der fyldte i hans trafikminister/transportministertid var IC4-sagen, hvor 83 bestilte IC4-tog til DSB blev forsinket i årevis. En rapport fra statsrevisorerne konkluderede dog, at hovedansvaret for forsinkelsen af togene ikke kunne placeres på de skiftende ministre eller DSB, men hos leverandøren, AnsaldoBreda.

## Civil karriere
Flemming Hansen tog højere handelseksamen fra Niels Brock i 1961 og blev senere uddannet  merkonom med speciale i finansiering i 1972.
Han var chefkonsulent i Danmarks Skohandlerforening 1963-72, og han blev skotøjsforhandler fra 1973, fra 1974 som direktør for Holst Sko med forretninger i flere østjyske byer. Han havde også flere tillidshverv i Danmarks Skohandlerforening, blandt andet næstformand 1981-1995 og formand 1985-1990. Han var desuden bestyrelsesmedlem i flere virksomheder.
Han var gift og havde to sønner, hvoraf den ene, Niels Flemming Hansen, er gået i sin fars fodspor som konservativt folketingsmedlem.